# Eurostocepheus aquilinus
Eurostocepheus aquilinus är en kvalsterart som beskrevs av Aoki 1965. Eurostocepheus aquilinus ingår i släktet Eurostocepheus och familjen Otocepheidae. Inga underarter finns listade i Catalogue of Life.